# Laquais

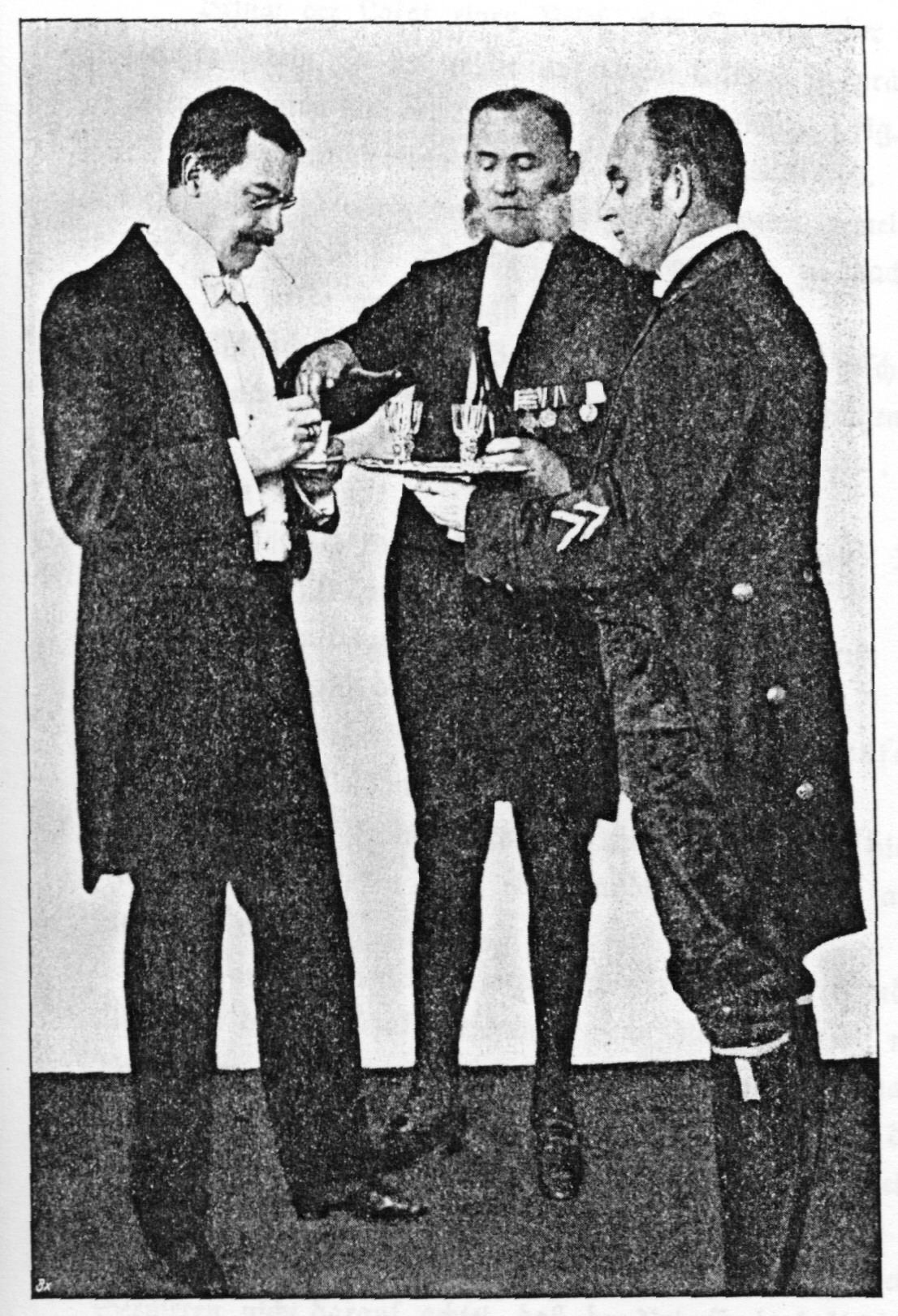
Valet (au centre) et laquais (à droite) servant du vin. Illustration de H. Reuß zu Köstritz: Der korrekte Diener, Paul Parey Verlag, Berlin 1900; p. 21

Au sens originel du terme, un laquais  (du grec médiéval oulakês, du turc ulaq, « courrier à pied ») est un valet portant livrée aux armes de son maître. Personne exerçant un métier à gages disparu, il annonçait la visite de personnes au domicile et accompagnait à l'extérieur les personnes qui l'employaient, se juchant notamment à l'arrière du carrosse de son maître.

## Historique
Apparu dans la langue française aux environs de 1450 - 1470, avec quelques variantes orthographiques à ses débuts, ce mot, d'origine inconnue (on cite parfois comme origine le mot ulaq désignant un messager, un courrier en turc), a subi divers glissements sémantiques, tous dans un sens péjoratif, et ce dès la première moitié du XVIIIe siècle (insolence du laquais, expression « mentir comme un laquais »), voire auparavant.
Le sens élargi de « personne servile » (c'est-à-dire manifestant une soumission avilissante et quasi-masochiste à autrui, indigne d'un homme libre), est probablement apparu vers la même époque.

## Histoire
En France, jusqu'en 1667, les pages pouvaient être armés. Les laquais portaient des armes ou des batons.